# Primo Zuccotti
Primo Zuccotti (Serravalle Scrivia, 2 aprile 1915 – Montevideo, 29 giugno 2004) è stato un ciclista su strada italiano.

## Carriera
Passato tra gli indipendenti nel 1937, partecipò al Giro d'Italia che portò onorevolmente a termine; negli anni successivi si mise in buona evidenza nelle corse in linea del panorama italiano giungendo talaltro terzo, assieme al compaesano Osvaldo Bailo, al Giro della Provincia di Milano 1940, secondo alla Milano-Modena 1941 e secondo al Giro dell'Emilia 1943.
Terminata la guerra, dopo aver partecipato al suo ultimo Giro d'Italia, nel 1949, prese la strada dell'emigrazione trasferendosi in Uruguay; qui non abbandonò immediatamente la carriera sportiva e per un paio di stagioni prese parte alle corse locali vincendo quattro tappe ed arrivando secondo alla Vuelta Ciclista dell'Uruguay nel 1950.
Anche suo fratello Carlo fu per qualche tempo un ciclista professionista.

## Palmares
- 1940 (Dopolavoro Montecatini)

Giro delle Quattro Provincie
Coppa Città di Busto Arsizio
Giro del Sestriere
- 1941 (Bianchi)

Gran Coppa Vallestrona
- 1947 (Olmo, una vittoria)

2ª tappa Vuelta a Mallorca
- 1950 (Individuale, quattro vittorie)

4ª tappa Vuelta Ciclista del Uruguay (Mercedes > Paysandú)
6ª tappa Vuelta Ciclista del Uruguay (Trinidad > Florida)
7ª tappa Vuelta Ciclista del Uruguay (Florida > Minas)
10ª tappa Vuelta Ciclista del Uruguay (Maldonado > Montevideo)

## Piazzamenti

### Grandi Giri
- Giro d'Italia

1937: 27º
1938: 41º
1939: 29º
1949: 62º

### Classiche monumento
- Milano-Sanremo

1939: 38º
1942: 20º
1943: 29º
- Giro di Lombardia

1938: 12º
1941: 18º